# Tejuçuoca
Tejuçuoca é um município do estado do Ceará, no Brasil. Sua população estimada em 2017 é de 18.902 habitantes.

## Toponímia
"Tejuçuoca" procede do tupi antigo teîuûasu oka, que significa "toca dos teiuaçus". De teîuûasu: teiuaçu; e oka: toca.

## História
Originalmente habitada por ameríndios, a ocupação de origem portuguesa da região principiou a partir da fixação dos primeiros indivíduos nas proximidades do Riacho do Paulo, afluente do Rio Curu, os quais formaram um arraial. A vinda destes primeiros ocupantes de origem portuguesa tem início por volta do começo do século XIX. No início do século XX, a região foi refúgio de cangaceiros que fugiam da ação da polícia.

### Cronologia
- 4 de dezembro de 1933: elevação à categoria de vila pelo decreto-lei 1 156;
- 3 de julho de 1963: elevação à categoria de município pela lei 6 392.
- 14 de dezembro de 1965: suprimida, antes da instalação, a elevação à categoria de município através da lei 8 339.
- 28 de dezembro de 1987: restauração da elevação à categoria de município através da lei 11 414.

<<Lista de prefeitos de Tejuçuoca>>

## Geografia
Tejuçuoca pertence à microrregião do Médio Curu. Sua área é de 750,605 quilômetros quadrados, que corresponde a 0,54% da área do estado do Ceará.

### Relevo e solos
Possui relevo levemente acidentado na maior parte do território, com altitudes inferior a 200 metros na maior parte do território. Apenas na porção sudoeste há terrenos mais acidentados com altitudes mais elevadas, atingindo valores máximos ao redor de 700 metros.
- Serra das Vertentesː é a única parte do município com clima diferente do clima semiárido.
- Serra da Caboretinga (Sede)
- Serra do Algodão (Retiro)
- Serra da Sant'Ana (Retiro)

### Clima
Tropical quente semiárido em quase todo o território municipal.

### Bacias hidrografia
- Rio Caxitoré- onde fica localizado o açude do Jerimum, que abastece as localidades de Monte Carmelo e Retiro. Em torno de seu leito, é possível encontra plantações de cajueiros e mamoeiros.
- Riacho Tejuçuoca - onde fica o açude Tejuçuoca, que abastece a sede do município e as localidades de Boqueirão, Boa Ação, Caiçara I e Malaquias
- Riacho do Paulo

### Divisões administrativasA
O município está dividido em duas unidades: sede e distrito de Caxitoré.
Na sede se localizam as localidades de Riacho das Pedras, Boqueirão, Caiçara II, Malaquias, Catirina, Vazante Grande e Boa Ação.
No Distrito de Caxitoré se localizam as localidades de Jardim, Monte Carmelo, Jerimum, São Bento, São Gonçalo, Açude, Barra do Caxitoré, Laura Muquém, Retiro, Vertentes, Logradouro e Caiçara I.

## Cultura
O município é a sede de uma das maiores festas do Cearáː a Tejubode - Feira da Ovinocaprinocultura (ou caprinovinocultura), que acontece anualmente desde 2001. Os festejos vão desde feiras, gastronomia regional, pratos à base de bode, artesanato, até noites agitadas com shows de músicos regionais e também nacionais. O local dos festejos é aleatório, sendo o Parque de Exposições Joãozão um dos já utilizados.
Com o intuito de fazer a Tejubode crescer cada vez mais, existe o programa "Bolsa Bode", que incentiva jovens de 17 a 28 anos a praticarem a criação de ovinos e caprinos. Com o apoio da prefeitura da cidade, os inscritos recebem, mensalmente, o valor de 100 reais de ajuda de custo e, anualmente, um auxílio de 5 000 reais.

## Parque Furna dos Ossos
No município, se localiza o parque Furna dos Ossos, que abriga cavernas nas quais costumavam ser enterrados criminosos, cangaceiros e desafetos políticos no início do século XX. O parque possui, ainda, formações rochosas de formatos curiosos, bem como fauna e flora típicas da caatinga.